# Lidia Brito
Lidia Brito (* 1965 in der Provinz Cabo Delgado, Mosambik) ist eine mosambikanische Ingenieurin und Forstwirtschaftsexpertin  Sie war Ministerin für Hochschulbildung, Wissenschaft und Technologie in Mosambik. Sie ist UNESCO-Regionaldirektorin für das südliche Afrika.

## Leben
Brito erwarb 1981 einen Bachelor-Abschluss in Forsttechnik der Eduardo-Mondlane-Universität (Mosambik). Sie erwarb einen Master- und einen Doktortitel in Forstwissenschaften der Colorado State University (USA).
Sie hat die Abteilung Forstwirtschaft der Fakultät für Agrarwissenschaften geleitet (1997–1998). Sie war von 1998 bis 2000 stellvertretende Rektorin der Eduardo-Mondlane-Universität.
Von 2000 bis 2005 war Brito die erste Ministerin für Hochschulbildung, Wissenschaft und Technologie in Mosambik. Von 2005 bis 2008 war Brito als Beraterin des Bürgermeisters von Maputo für strategische Planung und Außenbeziehungen tätig.

## UNESCO
Im November 2009 trat Brito der UNESCO bei und wurde Direktorin für Wissenschaftspolitik und nachhaltige Entwicklung im Natural Science Sector in Paris. 2014 wurde sie zur UNESCO-Regionaldirektorin für Wissenschaften in Lateinamerika und der Karibik (UNESCO-Büro Montevideo) ernannt. Von 2018 bis 2021 leitete sie das Organisationskomitee für das Open Science Forum Forum for Latin America and the Caribbean (CILAC), eine wichtige regionale Plattform, die Diskussionen und Interaktionen zur Förderung einer nachhaltigen Politik in den Bereichen Wissenschaft, Technologie und Innovation ermöglicht. Brito trat ihr Amt als UNESCO-Regionaldirektorin für das südliche Afrika mit Sitz in Harare im Jahr 2022 an.
Sie tritt als Rednerin bei internationalen Gipfeltreffen und Konferenzen auf.